# Hydaticus paganus
Hydaticus paganus är en skalbaggsart som beskrevs av Clark 1864. Hydaticus paganus ingår i släktet Hydaticus och familjen dykare. Inga underarter finns listade i Catalogue of Life.